# BMW i3 (2013)
BMW i3 – elektryczny samochód osobowy klasy subkompaktowej produkowany pod niemiecką marką BMW w latach 2013–2022.

## Historia i opis modelu

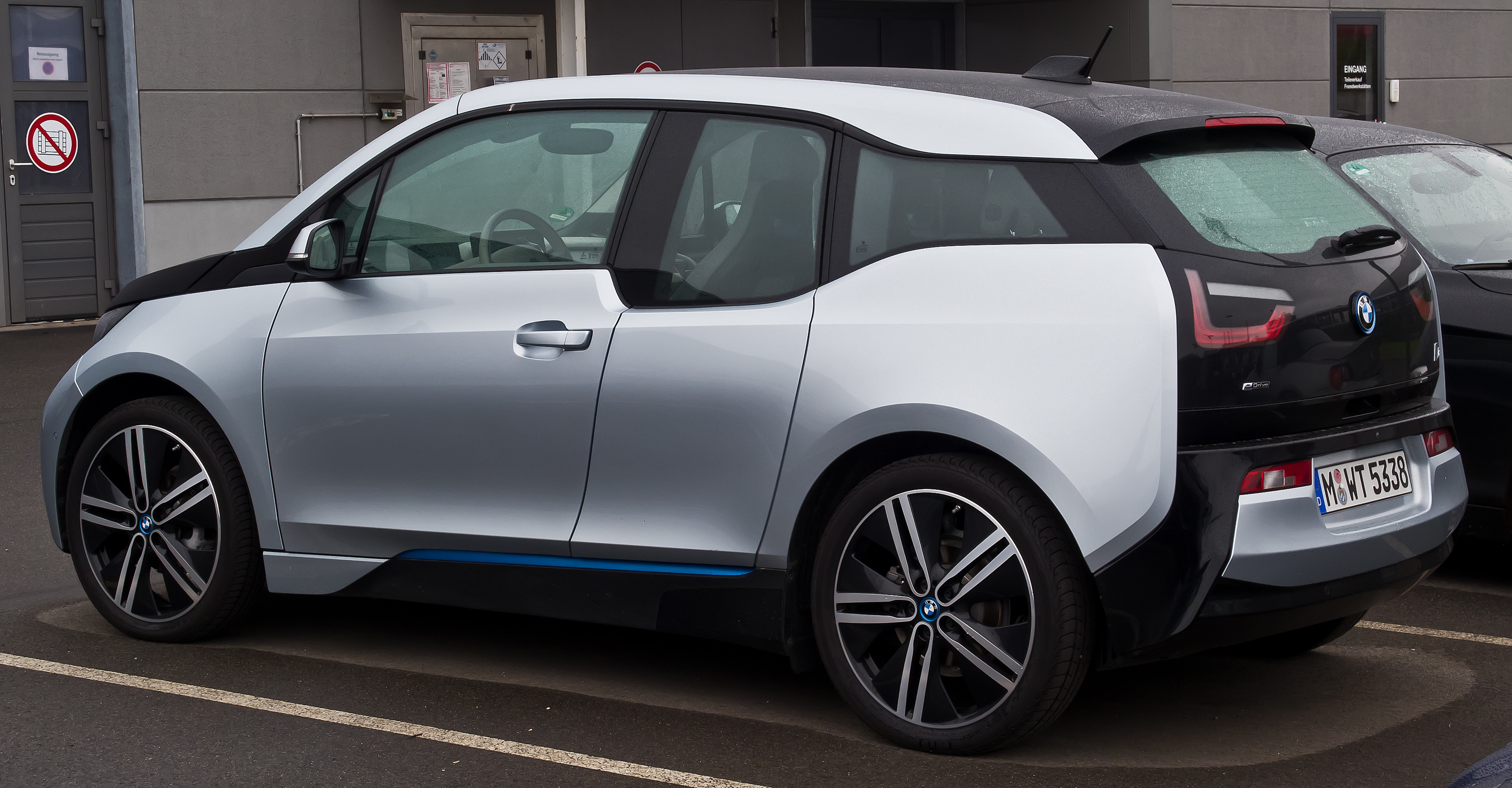
BMW i3 – tył

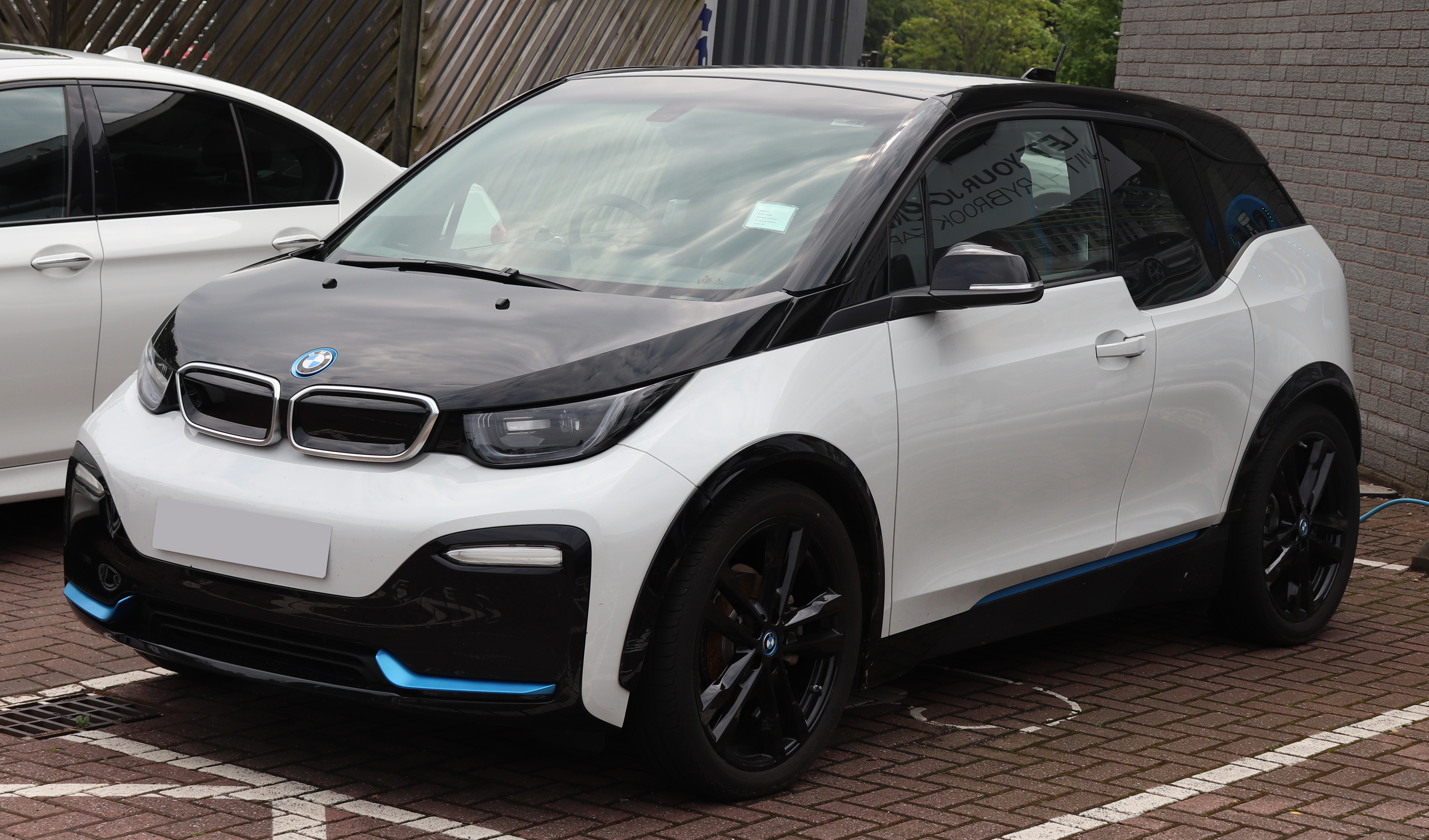
BMW i3S

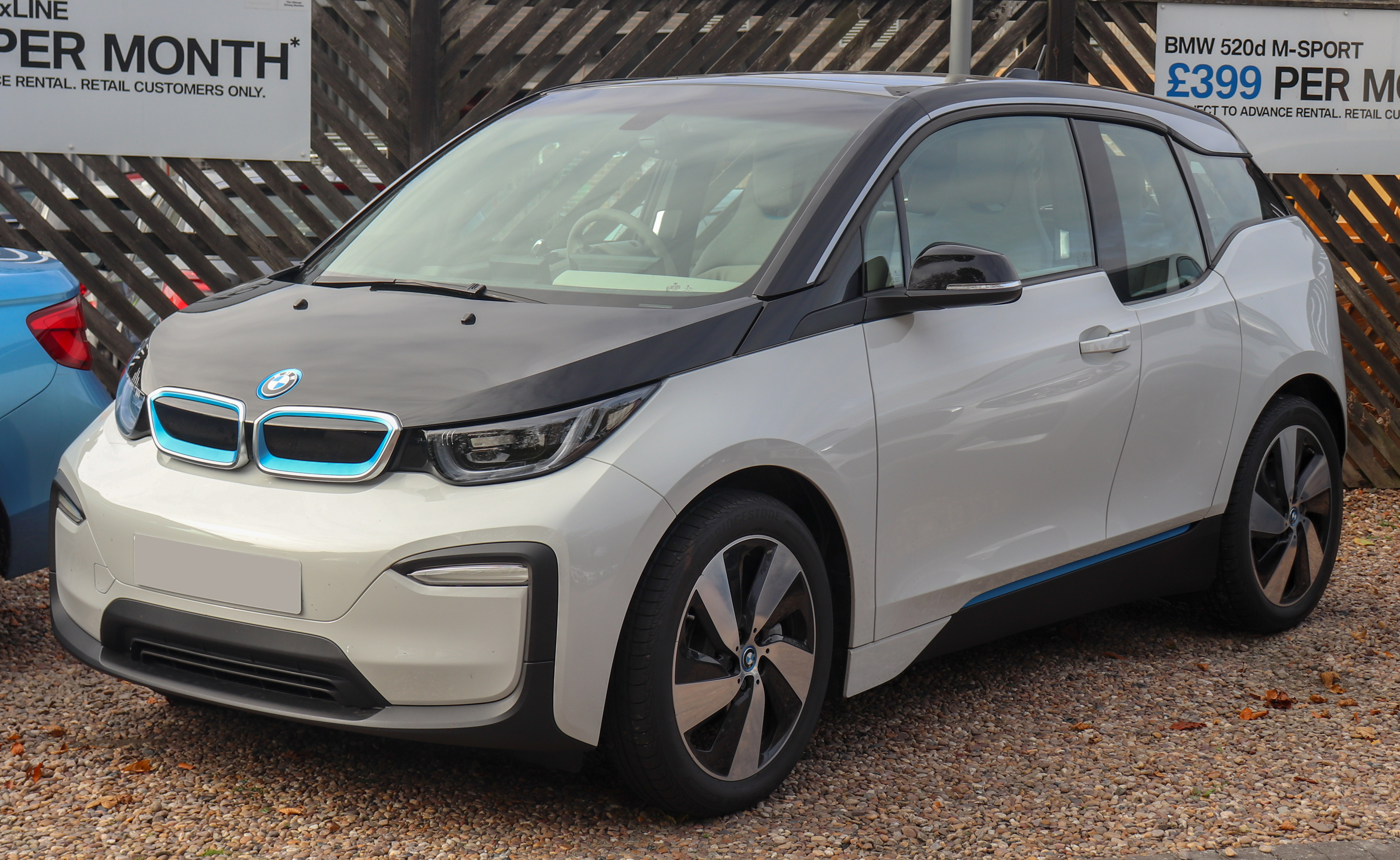
BMW i3 po liftingu

Studyjną zapowiedzią pierwszego produkcyjnego samochodu elektrycznego BMW odbyła się w lipcu 2011 roku przy okazji prototypu BMW i3 Concept, który zwiastował kluczowe cechy wyglądu pojazdu.
Jeszcze przed debiutem, w kwietniu 2013 roku BMW zebrało 11 tysięcy zamówień na model i3. Oficjalna prezentacja elektrycznego hatchbacka odbyła się ostatecznie pod koniec lipca 2013 roku, mając swoje miejsce na równocześnie odbywających się wydarzeniach w Pekinie, Nowym Jorku i Londynie.
Produkcyjne BMW i3 w szerokim zakresie odtworzyło stylistykę przedstawionego dwa lata wcześniej prototypu, zyskując charakterystyczną nieregularną linię okien z obniżeniem przy tylnych drzwiach, a także tylne lampy schowane pod szybą. Pojazd nie posiada środkowego słupka, dzięki czemu drzwi pojazdu otwierają się przeciwstawnie.
We wnętrzu auta zastosowano recyklingowane i ekologiczne surowce, m.in. plastik z butelek PET, włókna hibiskusa i wełnę. Skóra pokrywająca fotele jest garbowana przy pomocy naturalnej oliwy. Około dziesięciu procent włókna węglowego zastosowanego w kabinie BMW i3 pochodzi z materiałów z odzysku, zaś energia potrzebna do produkcji włókna węglowego pozyskiwana jest w stu procentach z dostępnej lokalnie energii wodnej. 95 proc. materiałów użytych do produkcji pojazdu BMW i3 podlega recyklingowi.

### Lifting
W sierpniu 2017 roku BMW przedstawiło i3 po modernizacji. Samochód zyskał zmodyfikowany wygląd zderzaków, poszerzone nadkola, dodatkowe chromowane akcenty w wyglądzie zewnętrznym oraz standardowe odtąd reflektory w pełni wykonane w technologii LED. 
Pod tą postacią produkcja samochodu trwała przez kolejne 5 lat - pod koniec stycznia 2022 BMW oficjalnie ogłosiło, że koniec produkcji i3 po 9 latach rynkowej obecności został wyznaczony na lipiec 2022 roku, z czego rolę najmniejszego i najtańszego samochodu elektrycznego w ofercie odtąd pełnić będzie elektryczna odmiana kompaktowego crossovera X1, BMW iX1.

### Wersje wyposażeniowe

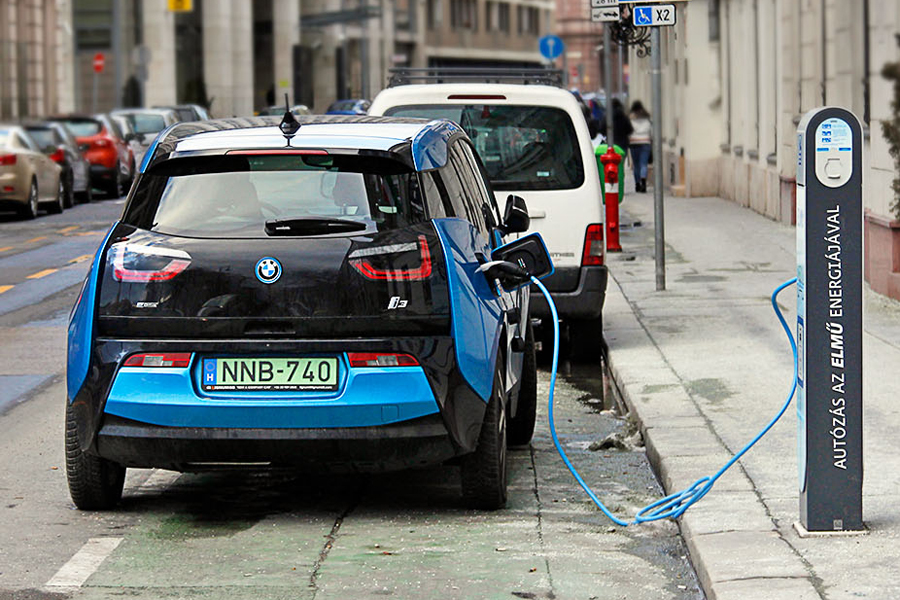
BMW i3 podczas ładowania

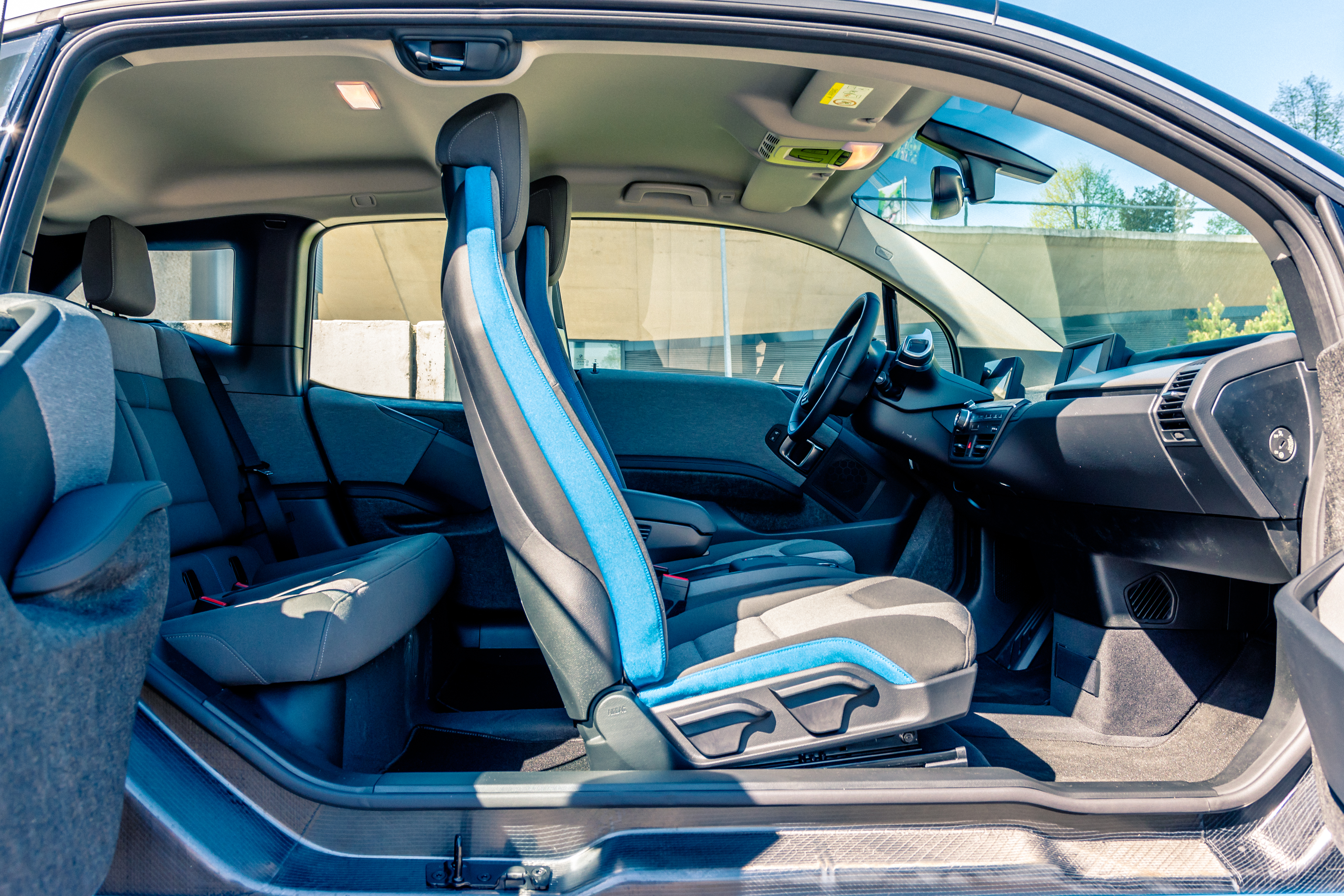
BMW i3 – kabina pasażerska

- Deka World
- Mega World
- Giga World
- Tera World
- Electronaut[10]

### Dane techniczne
Pojazd w podstawowym wariancie napędzany jest silnikiem elektrycznym generującym moc 125 kW (170 KM) oraz maksymalny moment obrotowy 250 Nm. Ładowanie pojazdu z domowego gniazdka trwa około ośmiu godzin, jednak za dodatkową opłatą można skrócić czas ładowania do 4 godzin z użyciem naściennej stacji ładowania. Zasięg pojazdu po jednym pełnym cyklu ładowania wynosi ok. 160 kilometrów.
W sierpniu 2017 roku zaprezentowany został topowy wariant BMW i3S. Poza poszerzonymi nadkolami i różnicami wizualnymi, samochód napędza silnik elektryczny o mocy 136 kW (184 KM). Pojazd rozpędza się do 100 km/h w 6,9 sekundy, a maksymalnie może jechać z prędkością 160 km/h. Zasięg na jednym ładowaniu wynosi ok. 160 kilometrów.
W latach 2013–2018 BMW oferowało także samochód w wersji hybrydowej z silnikiem spalinowym, który pełnił funkcję tzw. „range extendera”. BMW i3 REx wyposażone było w dwucylindrowy silnik benzynowy o pojemności 647 cm³ i mocy 28 kW/38 KM, który zwiększa zasięg pojazdu do około 300 km.
| Model               | Moc silnika elektrycznego                                    | Moment obrotowy silnika elektrycznego | Moc silnika spalinowego          | Moment obrotowy silnika spalinowego | Przyspieszenie 0–100 km/h | Prędkość maksymalna | Zasięg (Comfort/Eco Pro/EU) | Średnie zużycie paliwa |
| ------------------- | ------------------------------------------------------------ | ------------------------------------- | -------------------------------- | ----------------------------------- | ------------------------- | ------------------- | --------------------------- | ---------------------- |
| i3                  | 75 kW / 102 KM przy 4800 obr./min (chwilowa 125 kW / 170 KM) | 250 Nm                                | –                                | –                                   | 7,2 s                     | 150 km/h            | 160/200/190 km              | –                      |
| i3 (Range Extender) | 75 kW / 102 KM przy 4800 obr./min (chwilowa 125 kW / 170 KM) | 250 Nm                                | 28 kW / 38 KM przy 5000 obr./min | 56 Nm przy 4500 obr./min            | 7,9 s                     | 150 km/h            | 300/340/170 km              | 0,6 l/100km (EU)       |

## Fakty i zastosowanie

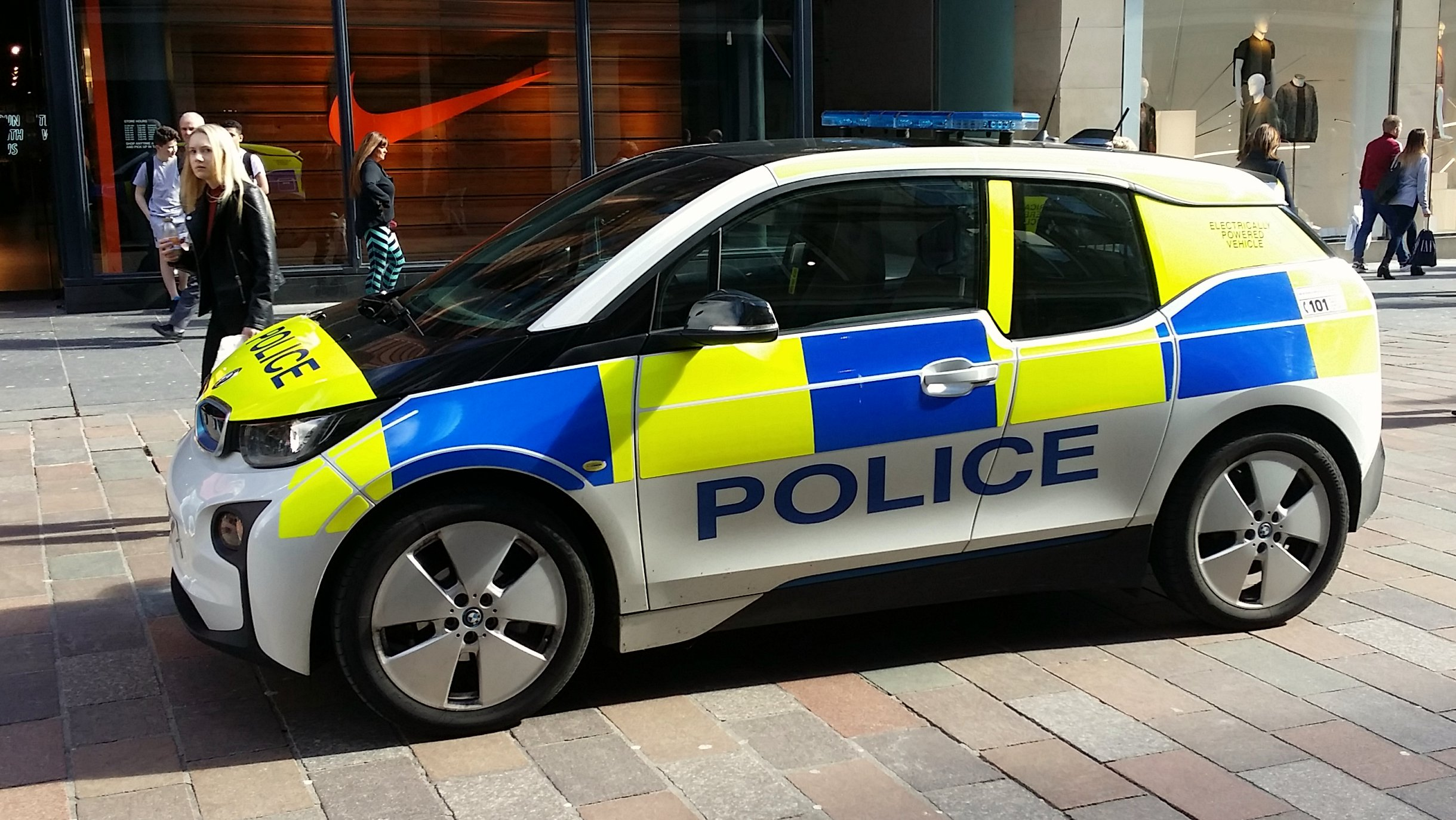
BMW i3 szkockiej policji

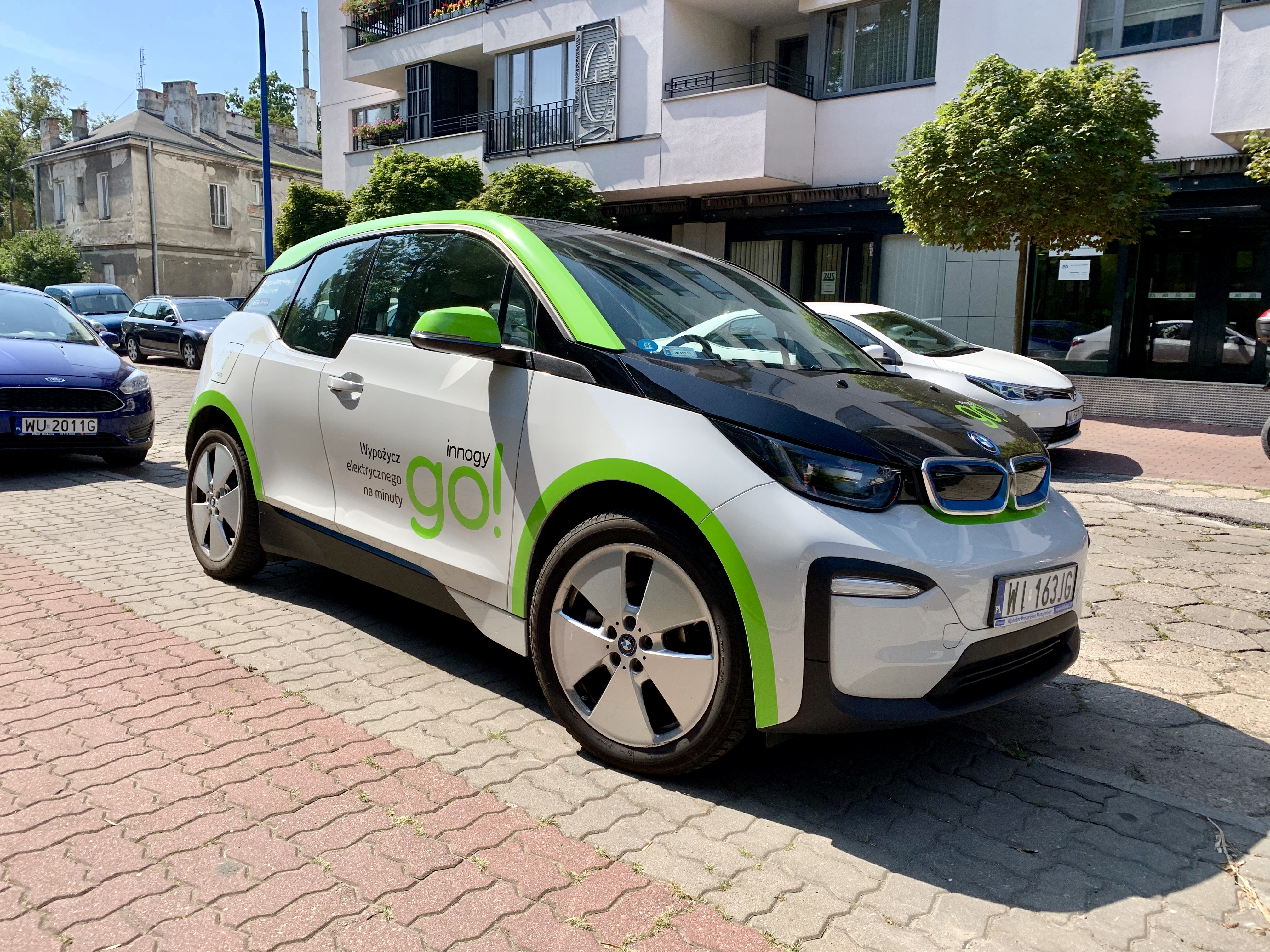
BMW i3 w car sharingu innogyGO!

- Pojazd wyposażony jest w opony o nietypowym rozmiarze 155/70 R19[16]. Wąskie opony zmniejszają opory ruchu.

- Norwegia jest krajem z największym odsetkiem samochodów BMW i3 na głowę mieszkańca w skali świata[17].

- W kwietniu 2014 roku – na konferencji prasowej zorganizowanej przy okazji salonu motoryzacyjnego w Nowym Jorku – BMW i3 otrzymało od dziennikarzy motoryzacyjnych prestiżowe nagrody Green Car of the Year 2014 oraz 2014 World Car Design of the Year[18].

- Według danych Europejskiego Stowarzyszenia Producentów Samochodów (ACEA), w 2017 roku był to drugi najchętniej kupowany model samochodu elektrycznego w Polsce[19].

- BMW i3 było udostępniane przez polską firmę innogyGO! na obszarze Warszawy w ramach usługi car sharingu w latach 2019–2021[20][21]. Samochód zdobył dużą popularność w takiej formie usługi także w innych krajach, jak m.in. w Australii[22], Hongkongu, Niemczech czy Danii[23].

- BMW i3 zdobyło również dużą popularność jako policyjny radiowóz miejskich jednostek na całym świecie. Pojazd pełni tę rolę m.in. w Wielkiej Brytanii[24], Watykanie, Czechach[25], Niemczech[26], Stanach Zjednoczonych[27], Szwajcarii[28], Rumunii[29] czy Włoszech[30].

- Pomimo relatywnie długiego stażu rynkowego, który w 2020 roku wyniósł 7 lat, BMW i3 zyskiwał systematycznie rosnącą popularność w 2018 oraz 2019 roku, w kolejnym analogicznym roku notując tylko niewielki spadek popularności z 23 tysiącami sprzedanych egzemplarzy w Europie[31].

- W ciągu niespełna 9 lat produkcji, od września 2013 do lipca 2022 roku, na całym świecie samochód sprzedał się w liczbie nieco ponad 250 000 egzemplarzy[32].